# 宮脇咲良
宮脇 咲良（みやわき さくら、英: Sakura Miyawaki、1998年〈平成10年〉3月19日 - ）は、日本出身のアイドル、ゲーム実況者、YouTuber、モデル、コスメプロデューサー、アンバサダー。韓国の女性アイドルグループLE SSERAFIMのメンバー。また、日本の女性アイドルグループHKT48の元メンバー、日韓合同グローバルガールズグループIZ*ONEの元メンバー、AKB48の元兼任メンバー、元子役である。
鹿児島県鹿児島市出身。韓国での活動名はサクラ（SAKURA / 사쿠라）。SOURCE MUSIC（韓国）、A.M.Entertainment（日本）所属。

## 概要
1998年、鹿児島県出身。2011年にHKT48の旗揚げに参画したのを機に、2018年のIZ*ONE、2022年のLE SSERAFIMと合わせて3つのアイドルグループ結成とメジャーデビューに関わり、グループ・個人の双方で活躍している。

## 来歴

### 2010年以前
- 2004年3月、福岡シティ劇場（現・キャナルシティ劇場）で公開されていた劇団四季のミュージカル『オペラ座の怪人』を、偶然譲り受けたチケットで見た実母がその後ミュージカル三昧となり、その影響で本人も小学3年生から鹿児島市内のミュージカルスクールに通い始めた[8][9]。その後、子役としてナッツプロダクションに所属。
- 2008年に劇団四季『ライオン・キング』福岡公演にヤングナラ役で出演した[6]。
- 2010年、ニューヨークで開催されているThe Broadway Experienceに参加、1週間にわたりブロードウェイ・ミュージカルの出演俳優や振付師によるダンス、歌唱、演技指導を受けた[10][11]。

### 2011年 - 2013年
- 2011年7月10日、HKT48の1期生オーディションに合格[12]。10月23日に西武ドームで開催された『「フライングゲット」発売記念全国握手会イベント「AKB48祭り powerd by AKB48 ネ申テレビ」』で、他のHKT48メンバーとともにお披露目され[13]、11月26日のHKT48劇場こけら落とし公演で劇場デビューした[14]。

- 2012年3月4日、HKT48チームHが結成され、正規メンバーの16名に選出された。
- 同年5月から6月にかけて実施された『AKB48 27thシングル 選抜総選挙』では、6,635票を獲得して47位となり、投票対象となった当時のHKT48メンバー21名中唯一シングルCD楽曲に参加資格のある64位以内に入り、ネクストガールズとしてCDデビュー[15]。なお、64位以内に入ったグループメンバー全員の中で最年少だった[16]。
- 同年10月31日発売のAKB48の28枚目シングル「UZA」で、AKB48名義のシングル表題曲に初選抜[17]。

- 2013年5月から6月にかけて実施された『AKB48 32ndシングル 選抜総選挙』では26位となり、アンダーガールズに選出された[18]。

### 2014年
- 1月11日、HKT48九州コンサートツアー『九州7県ツアー〜可愛い子には旅をさせよ〜』の初日夜公演（iichikoグランシアタ、大分県大分市）アンコール出演時に、HKT48の「クラス替え」（チーム再編成）が発表され、宮脇を含むチームHメンバー8名が2014年春に新設されるチームKIVへ異動することが決まる[19]。
- 2月24日、Zepp DiverCityで開催された『AKB48グループ大組閣祭り』にて、AKB48チームAとの兼任およびチームKIVの副キャプテン就任が発表される[20]。
- 5月から6月にかけて実施された『AKB48 37thシングル 選抜総選挙』では11位となり、シングルCD表題曲の選抜メンバー入りをする[21]。AKB48シングル表題曲の選抜メンバーに入るのは、「ラブラドール・レトリバー」に続いて2曲連続で4回目だが、選抜総選挙によるシングル表題曲の選抜メンバー入りは初めて、AKB48からの移籍メンバーである指原莉乃を除くHKT48メンバーとしても初めてであった[22]。
- 11月26日発売のAKB48の38枚目のシングル「希望的リフレイン」において、渡辺麻友とともにダブルセンターを務める[23]。シングル表題曲のセンターを務めるのは、HKT48名義を含めて初めてであった[24]。
- 12月16日、東京ドームシティホールで行われた『第4回AKB48紅白対抗歌合戦』において、AKB48メンバーから7人が選抜され結成された新ユニット「ニャーKB with ツチノコパンダ」への参加が発表される[25]。

### 2015年
- 1月20日（19日深夜）より放送開始のドラマ『マジすか学園4』（日本テレビ）で、島崎遥香とともにダブル主演を務める。これが連続ドラマ初出演にして初主演となる[26]。
- 4月8日、参加ユニット「ニャーKB with ツチノコパンダ」が、アニメ『妖怪ウォッチ』（テレビ東京）のエンディングテーマ「アイドルはウーニャニャの件」でシングルCDデビュー[27]。
- 4月22日発売のHKT48の5枚目のシングル「12秒」において兒玉遥とともにダブルセンターを務める。HKT48のシングルの表題曲でセンターを務めるのは初めてであった[28]。
- 5月から6月にかけて実施された『AKB48 41stシングル 選抜総選挙』では7位で、シングル選抜メンバー入りをする[29][30]。
- 11月14日、鹿児島市の世界文化遺産と「天文館ミリオネーション 2016」のプロモーションに起用される[31]。

### 2016年
- 3月9日発売のAKB48の43枚目のシングル「君はメロディー」において、単独センターを務める[32]。シングル表題曲の単独センターを務めるのは、HKT48名義を含めて初めてである[32]。
- 5月から6月にかけて実施された『AKB48 45thシングル 選抜総選挙』では6位で、シングル選抜メンバー入りをする[33]。
- 9月1日、自身のTwitterとInstagramのアカウントを開設[34]。
- 10月より西部ガスのイメージキャラクターに起用された[35]。
- 10月30日放送開始の『キャバすか学園』（日本テレビ）でテレビドラマ単独初主演[36]。
- 12月31日、第67回NHK紅白歌合戦にはAKB48のメンバーとして出演。番組企画として実施された「夢の紅白選抜」で5位に選出。

### 2017年
- 1月22日に放送開始されたテレビドラマ『豆腐プロレス』（テレビ朝日）で主演を務める[37]。
- 4月、ベイエフエムにて、最初で最後の冠ラジオ番組『今夜、咲良の木の下で』、放送開始。
- 5月から6月にかけて実施された『AKB48 49thシングル 選抜総選挙』では4位で、シングル選抜メンバー入りをする[38]。
- 12月8日、AKB48劇場12周年公演でグループ内の組閣が行われ、AKB48チームAとの兼任解除が発表された[39]。

### 2018年
- 3月19日、ゲーム実況をメインとするYouTubeチャンネル『ちゃんねる宮脇咲良』を開設[40]。
- 4月1日、さいたまスーパーアリーナで行われた『AKB48グループ 春のスーパーアリーナ祭 AKB48単独コンサート 〜ジャーバージャって何?〜』の出演をもってAKB48としての活動（兼任）を終了。
- 5月10日、韓国のオーディション番組『PRODUCE 48』に出演が決まり、番組オリジナル曲「NEKKOYA (PICK ME)」ではセンターを務める[41]。番組冒頭のランキングでは日韓通じて1位を獲得した。
- 5月から6月にかけて実施された『AKB48 53rdシングル 世界選抜総選挙』では3位で、シングル選抜メンバー入りをする[42]。
- 8月31日、『PRODUCE 48』のファイナリスト20名に残り、最終結果で2位にランクイン。同番組から誕生する日韓合同ガールズアイドルグループ「IZ*ONE」のメンバーに選ばれた[43]。
- 10月29日、IZ*ONEとして1stミニアルバム『COLOR*IZ』でデビュー[44]。AKB48グループでの活動を2021年4月までの2年6か月にわたり休業し、IZ*ONEの活動に専念する[45]。
- 11月28日発売のAKB48の54枚目シングル「NO WAY MAN」において、自身2度目の単独センターを務める。

### 2019年 - 2021年4月
- 2021年4月29日、2年6か月の活動期間が終了し、IZ*ONE専任活動が終了した[46][47]。

### 2021年5月 -
- 5月15日、生配信番組『HKT48メンバー全員生出演「君とどこかへ行きたい」リリース記念ニコ生特番』にサプライズ出演。矢吹奈子とともにHKT48として2年5か月ぶりに活動再開したが、同番組において、グループからの卒業を発表した[48][49]。同月16日、約2年8か月ぶりに自身のTwitterとInstagramの更新を再開した[50][51]。
- 6月14日、卒業ソング「思い出にするにはまだ早すぎる」のミュージックビデオ（Short ver.）がHKT48公式YouTubeチャンネルにて公開された[52]。同月20日にFull ver.も公開と同時に配信リリース。
- 6月19日、マリンメッセ福岡A館にて『宮脇咲良 HKT48 卒業コンサート ～Bouquet～』を開催し[53]、同日をもってHKT48を卒業した[48][54]。
- 6月21日、中国発のコスメブランド「FlowerKnows」（フラワーノーズ）にてアジアブランド大使に就任[55]。
- 6月27日、卒業後に西日本シティ銀行 HKT48劇場にて『HKT48 宮脇咲良 壮行会』を開催した[56]。
- 7月3日、Vlogや美容・ファッションなどをメインに発信する新たなYouTubeチャンネル『Sakura Miyawaki』を開設[57]。
- 8月18日、HYBE系列の芸能事務所と専属契約を締結したと報じられた[58]。なお、本人からのコメントはない。
- 8月25日発売の女性アイドルグループ「=LOVE」の9thシングル「ウィークエンドシトロン」に収録されるカップリング曲「ズッ友案件」の作詞を村重杏奈（当時HKT48）と共同で担当[注 1][59]。
- 8月27日、韓国での活動再開に向けて再渡韓したことが報じられた[60][61]。
- 9月30日、『今夜、咲良の木の下で』（bayfm）放送終了。

（以下について、本人からの直接言及はない）
- 11月1日、所属事務所Vernalossom[注 2]とのマネジメント契約が満了したことが発表された[62]。
- 12月、自身がプロデュースする化粧品ブランド「CRAN BY MOLAK（クラン バイ モラク）」が販売開始された[63]。

### 2022年
- 3月14日、元IZ*ONEメンバーであるキム・チェウォンとともに、HYBE傘下のSOURCE MUSICと専属契約を締結したことが公式発表された[64][65][66]。宮脇本人もInstagramを3か月ぶりに更新、移籍を日本語と韓国語で報告した[67]。
- 3月21日、日本での個人活動において、A.M.Entertainmentに所属したことが発表された[68][69]。
- 4月4日、SOURCE MUSICの公式サイトとSNSにて、LE SSERAFIMのメンバーとして活動することが正式に発表された[70]。
- 4月8日、マッシュスタイルラボが展開するレディースブランド「LILY BROWN（リリー ブラウン）」のスペシャルモデルを務める[71]。
- 5月2日、LE SSERAFIMとして1stミニアルバム『FEARLESS』でデビュー[72][73][74]。
- 11月23日、宮脇単独では初のWEBバラエティ番組『コプトオプクラ（怖いもの知らずクラ）』（韓国・tvN制作）がYouTubeで配信開始[75][注 3]。
- 11月30日、コスメブランド「CRAN BY MOLAK」を終了[76]。
- 12月31日、第73回NHK紅白歌合戦にLE SSERAFIMとして初出場し[77]、日本デビュー曲「FEARLESS  -Japanese Ver.-」をテレビで初披露した[78][注 4]。

### 2024年
- 4月17日、河北裕介（ヘアメイクアップアーティスト）プロデュースブランド「&be（アンドビー）」のヘアケアライン「&be HAIR」のモデルを務める[80][81][動 1]。

## 人物

### プロフィール
- 「咲良（さくら）」という名前は、桜の季節である3月に生まれたことに由来しており、「良いことが咲きますように」という願いが込められている[82]。
- 日本での愛称はさくら[1]、さくらたん[2][83][注 5]、さくちゃん[3]、韓国での愛称は「ックラ」[4]。
- 2011年11月時点の身長は151cm[85]。当時の劇場支配人からは「身長が小さく身体の線も細いのですが、大きく踊ります。」と評されていた[86]。2015年までに身長が163cmまで伸びており、成長痛があることをたびたび告白していた[87][88]。
- 特技はダンスと絵を描くことで、趣味は映画やミュージカルの鑑賞、読書、ゲーム[1][89][90]。
- 幼少期は家でゲームをするよりも外でドッジボールをするのが好きで、よくけがをして帰ってきていた。小学生のころには両親の影響で読書をするようになり、ナイチンゲールの伝記に感動して医者を志した時期もあった[91]。その後、劇団四季のミュージカルを見たことで芸能界に憧れを抱き、小学校6年生でその劇団四季の舞台に立つ。その際に「慣れは去れ」という言葉を学んだという[92]。
- 年の離れた弟がいることもあり[93]、自らも『獣電戦隊キョウリュウジャー』や『仮面ライダー鎧武』、『烈車戦隊トッキュウジャー』などの特撮番組を好んで視聴していた[94][95]。
- ファンから「プロすぎる」と言われることについて「私にとってそれは、褒め言葉です。プロを目指して頑張ってきたからこそ、プロだと言ってもらえるなんて、本当にうれしいんです」と語っている[92]。
- 女優の上白石萌音とは、小学生のころに鹿児島市内で同じミュージカル教室に通っていた友人でもあり、上白石が東宝シンデレラオーディションで受賞したことやその後の彼女の活躍を見て勇気をもらい芸能界を志すようになった。インタビューでは、「萌音ちゃんがいなかったら今の自分はいなかった」と語っている。上白石の主演映画『君の名は。』は、友達である上白石の活躍ぶりを見たくて観に行き、初めて聖地巡礼するほど大好きな作品だと語っている[96][97]。

### HKT48でのエピソード
- キャッチフレーズは「あなたも、あなたも、みんなの心にさくら咲け〜っ!」[98]。
- HKT48メンバー唯一の鹿児島県出身、AKB48グループ全体ではAKB48の柏木由紀に次ぐ2人目となる。そのため、HKT48としてのデビュー直後から、地元民放テレビ局のワイドショーやニュース番組で特集コーナーが組まれるなど注目された[99]。2014年1月19日の『HKT48 九州7県ツアー 〜可愛い子には旅をさせよ〜』鹿児島公演の際には、鹿児島県内の民放全局が取材に訪れた[100]。
- HKT48内で当初からライバルとも見られていた兒玉遥とは、兒玉曰く、逆に意識し過ぎて当初2人では全く会話しなかった状態が続いていた。2期生の田島芽瑠が1stシングルのセンターに選ばれ、続く2ndシングルでも2期の朝長美桜のダブルセンターとなった際に、2人で泣き合ったことで気持ちを伝え合えるようになった。ただし、ほぼ真剣な会話に終始し、冗談も言い合わないとのこと[101]。
- 凱旋公演となった2014年1月19日の鹿児島でのHKT48コンサートでは、渡辺美優紀のソロ曲である「わるきー」の替え歌「みやわきー」をソロとして初めて披露した[100]。
- HKT48として「大みそかに予定のあるグループになりたい」という目標を挙げ[102]、2014年末の第65回NHK紅白歌合戦にHKT48単独での初出場を果たした[103]。

### AKB48でのエピソード
- 2012年3月、「誰かのために」プロジェクトの一環で、AKB48メンバー6名とともに、東日本大震災被災地の宮城県名取市を訪問した際の様子と感想をつづったGoogle+の本人投稿記事[104][105]が、AKB48およびHKT48のプロデューサーでもある秋元康の目に留まり、「泣きました。もっと頑張ろうと思いました」と言及されたほか[106]、同投稿記事は同年4月27日発売の『FLASH』でも取り上げられた[107]。
- 『AKB48 27thシングル選抜総選挙』で初ランクインしたことと、『AKB48 34thシングル選抜じゃんけん大会』予選に合わせてショートヘアにしたことが人生のターニングポイントだといい、特に後者については「幼いイメージを捨てたことで『脱ロリ』ってすごく言われた」とのこと[108]。
- 『37thシングル選抜総選挙』開票イベントにおける自身の順位発表の際に、「ファンのみなさんは太陽のような存在。私は温かい光で照らされて光る月。月は、太陽がないと光ることはできません」と謝辞を述べて、開票イベントのサブタイトル「ライバルはどこだ?」にちなみ、「ライバルは、さっしーです。HKTには、さっしーを超える存在がいないといけない。いつか、さっしーを超えてみせます」と宣言した[109]。同総選挙後は、「画面に映ったときにこの子誰だろう?って目を引くような魅力のある人になりたい」、「そのためにもいっぱい刺激を受けなきゃと思って、最近は1週間に1回は映画館に行くようにしている」とのこと[110]。
- 「心のプラカード」のミュージックビデオ撮影時にスタッフからまだ普通だと指摘され、「自分でも選抜常連のメンバーが個性を一言で表せる人ばかりな中で自己嫌悪になるぐらい実力のなさが分かっちゃう」、「自分を一言で表せるぐらいの個性や可能性を見つけていきたい」と語っている[111]。AKB48グループ総監督の高橋みなみも、当時宮脇が悩んでいることに気付いて、同総支配人の茅野しのぶと「咲良はどうしたらいいかな」と話していたというものの、「そこからポーンって伸びたから、すごい」と評している[112]。
- 横山由依と山本彩とも親しく、じゃんけん大会では「はんたんねぇ」として出場もしている[113]他、3人でUSJで遊んだりもしていたが、ハリウッド・ドリームに乗った宮脇が恋人繋ぎをしてきたり叫び声が面白過ぎたりして、横山は山本に「咲良がやばいねんけど！」などと話していたとのこと（宮脇本人によれば自分が面白くて絶叫マシン系に集中出来ない、と言われるとのこと）。また、横山とは兼任で同じチームであったことや選抜やドラマなどで親しくなった。『今夜、咲良の木の下で』の中で、宮脇が兼任解除になった際にもお互いに泣きあったという話もしている。
- AKB48で同じチームAに所属していた島崎遥香と親しくしており、島崎の自宅を訪れたり、服の話でメールをしたりする交流がある[114]。「希望的リフレイン」のダブルセンターに選ばれたことが発表された際、不安のためずっと泣きながら「無理です、無理です」と連呼していた時も、島崎が冷静に「泣いたらブスになるから、やめな」と声をかけたため「ヤバいと思って、泣きやみました」とのこと[115]。
- 2014年4月から2015年5月までAKB48チームBを兼任していた生駒里奈のことが好きで、生駒と会話をすると「安心する」とのこと[116]。
- 元SKE48・松井玲奈の勧誘をきっかけに「上からマリコ」劇場盤発売記念大握手会でAKB48グループ内の非公式ユニット「メロンパン同盟」に加入した[117][118]。
- 走り方が「みんなにエヴァンゲリオンって言われる」フォームになる上に遅いため、「希望的リフレイン」のミュージックビデオ撮影時には、自身は先頭を走っていたにもかかわらず、4列目にいた山本彩に追い越されるほどだった[119]。

## 参加曲

### シングル
HKT48
- スキ!スキ!スキップ!（2013年3月20日） EAN 4988005747150
  - お願いヴァレンティヌ
  - 片思いの唐揚げ - 「あまくち姫」名義
  - 制服のバンビ EAN 4988005747174
- メロンジュース（2013年9月4日） EAN 4988005779595
  - そこで何を考えるか?
  - 希望の海流 - 「あまくち姫」名義
  - 波音のオルゴール EAN 4988005779618
- 桜、みんなで食べた（2014年3月12日） EAN 4988005814586
  - 君はどうして?
  - 昔の彼氏のお兄ちゃんとつき合うということ - 「Team KIV」名義 EAN 4988005814593
- 控えめI love you !（2014年9月24日） EAN 4988005837837
  - 今 君を想う
  - 夏の前 - 「Team KIV」名義 EAN 4988005837844
- 12秒（2015年4月22日） EAN 4988005877222
  - ロックだよ、人生は…
  - ハワイヘ行こう - 「Team KIV」名義 EAN 4988005877246
- しぇからしか!（2015年11月25日） - 「HKT48 feat.氣志團」名義 EAN 4988031129203
  - 黄昏のタンデム
  - 夢見るチームKIV - 「Team KIV」名義 EAN 4988031129210
- 74億分の1の君へ（2016年4月13日） EAN 4988031148914
  - Chain of love
  - タブーの色 - 「サクラハルカ」名義
- 最高かよ（2016年9月7日） EAN 4988031177365
  - 夢ひとつ - 「穴井千尋と仲間たち」名義
  - Go Bananas! - 「HKT48 Team KIV」名義 EAN 4988031177389
- バグっていいじゃん（2017年2月15日） EAN 4988031207314
  - 必然的恋人
  - HKT48ファミリー EAN 4988031207406
- キスは待つしかないのでしょうか?（2017年8月2日）
  - 恋するRibbon! - 「村重選抜」名義
- 早送りカレンダー（2018年5月2日）
  - 季節のせいにしたくはない
  - 僕の想いがいつか虹になるまで - 「さくらはなみく」名義

AKB48
- ギンガムチェック（2012年8月29日）に収録された
  - ドレミファ音痴 - 「ネクストガールズ」名義 EAN 4988003426798
- UZA（2012年10月31日） EAN 4988003428679
- 永遠プレッシャー（2012年12月5日）に収録された
  - 初恋バタフライ（2012年12月5日） - 「HKT48」名義 EAN 4988003429744
- So long !（2013年2月20日）に収録された
  - Waiting room - 「アンダーガールズ」名義 EAN 4988003432188
- さよならクロール（2013年5月22日） EAN 4988003437787
- 恋するフォーチュンクッキー（2013年8月21日）に収録された
  - 愛の意味を考えてみた（2013年8月21日） - 「アンダーガールズ」名義 EAN 4988003441579
- ハート・エレキ（2013年10月30日）に収録された
  - 快速と動体視力（2013年10月30日） - 「アンダーガールズ」名義 EAN 4988003443726
- 鈴懸の木の道で「君の微笑みを夢に見る」と言ってしまったら僕たちの関係はどう変わってしまうのか、僕なりに何日か考えた上でのやや気恥ずかしい結論のようなもの（2013年12月11日）に収録された
  - ウインクは3回 - 「HKT48」名義 EAN 4988003445201
- 前しか向かねえ（2014年2月26日）に収録された
  - 昨日よりもっと好き（2014年2月26日）- 「Smiling Lions」名義 EAN 4988003450120
- ラブラドール・レトリバー（2014年5月21日） EAN 4988003453015
  - 君は気まぐれ - 「Team A」名義
- 心のプラカード（2014年8月27日） EAN 4988003454500
- 希望的リフレイン（2014年11月26日） EAN 4988003460815
  - 従順なSlave（2014年11月26日）- 「Team A」名義 EAN 4988003460815
- Green Flash（2015年3月4日） EAN 4988003465957
  - マジすかFight
  - 大人列車 - 「HKT48」名義 EAN 4988003465988
- 僕たちは戦わない（2015年5月20日） EAN 4988003467869
- ハロウィン・ナイト（2015年8月26日）
  - 一歩目音頭
  - ヤンキーマシンガン
  - 群像
- 唇にBe My Baby（2015年12月9日）
  - 365日の紙飛行機
  - やさしい place - 「Team A」名義
- 君はメロディー（2016年3月9日）
  - Make noise - 「HKT48」名義
  - 混ざり合うもの - 「乃木坂AKB」名義
  - M.T.に捧ぐ - 「横山Team A」名義
- 翼はいらない（2016年6月1日）
  - Set me free - 「Team A」名義
- LOVE TRIP/しあわせを分けなさい（2016年8月31日）
  - 光と影の日々
  - BLACK FLOWER
- ハイテンション（2016年11月16日）
- シュートサイン（2017年3月15日）
  - 止まらない観覧車 - 「HKT48」名義
  - 誰のことを一番 愛してる? - 「坂道AKB」名義
- 願いごとの持ち腐れ（2017年5月31日）
  - 前触れ
- #好きなんだ（2017年8月30日）
  - ギブアップはしない - 「チェリー宮脇」として参加
- 11月のアンクレット（2017年11月22日）
- ジャーバージャ（2018年3月14日）
  - ぶっ倒れるまで - 「HKT48」名義
  - 国境のない時代 - 「坂道AKB」名義
- Teacher Teacher（2018年5月30日）
- センチメンタルトレイン（2018年9月19日）
- NO WAY MAN（2018年11月28日）
- ジワるDAYS（2019年3月13日）に収録された
  - 必然性（2019年3月13日） - 「IZ4648」名義

### アルバム
HKT48
- 『092』（2017年12月27日）
  - 人差し指の銃弾
  - 2018年の橋

AKB48
- 『1830m』（2012年8月15日）EAN 4907770079068
  - いつか見た海の底 - 「Up-and-coming girls」名義
  - 青空よ 寂しくないか?
- 『次の足跡』（2014年1月22日）EAN 4988003447991
  - Stoicな美学
- 『ここがロドスだ、ここで跳べ!』（2015年1月21日）EAN 4988003463151
  - 彼女 - ソロ曲
  - Oh! Baby! - 「高橋Team A」名義
- 『0と1の間』（2015年11月18日）
  - Clap - 「Team A」名義 EAN 4988003478308
  - クリスマスイブに泣かないように EAN 4988003478285
- 『サムネイル』（2017年1月25日）
  - バケット EAN 4988003499815
- 『僕たちは、あの日の夜明けを知っている』（2018年1月24日）
  - 靴紐の結び方
  - キスキャンペーン

### 配信曲
HKT48
- タンスのゲン（2013年3月1日）
- 思い出にするにはまだ早すぎる（2021年6月20日） - 卒業ソング

PRODUCE 48
- NEKKOYA (PICK ME)（2018年5月10日） - 韓国語バージョンの他に日本語バージョンもある。
- See You Again（다시 만나）（2018年8月18日） - 『PRODUCE 48』コンセプト課題オリジナル曲アルバム『30 Girls 6 Concepts』収録。
- 好きになっちゃうだろう?（2018年9月1日） - 『PRODUCE 48』デビュー評価オリジナル曲アルバム『PRODUCE 48 - FINAL』収録。
- 夢を見ている間（2018年9月1日） - 『PRODUCE 48 - FINAL』収録。

AKB48
- センチメンタルトレイン 完全版（2018年10月25日）

### その他の参加楽曲
- アイドルはウーニャニャの件（2015年4月8日）- 「ニャーKB with ツチノコパンダ」名義 EAN 4988064550920
  - 不幸中の幸い少女

### 未音源化曲
AKB48
- 恋のバイトル（ディップ『バイトル』CMソング）[120]

ぱちスロAKB48 勝利の女神
- あなたの代わりはいない
- 君のニュース
- ヘビーローテーション
- AKBフェスティバル

### 劇場公演ユニット曲
HKT48
チームH 1st Stage「手をつなぎながら」
- ウィンブルドンへ連れて行って

チームH 「博多レジェンド」公演
- ガラスのI LOVE YOU
- 制服のバンビ
- ハート型ウイルス（多田愛佳のアンダー）

ひまわり組「パジャマドライブ」公演
- パジャマドライブ

チームKIV 1st Stage「シアターの女神」
- キャンディー
- 夜風の仕業（森保まどかのアンダー）

チームKIV 2nd Stage「最終ベルが鳴る」
- ごめんね ジュエル

AKB48
 チームA「恋愛禁止条例」公演
- ハート型ウイルス

チームA 7th Stage「M.T.に捧ぐ」
- 夢でKiss me !

## 作詞・作曲
| アーティスト | 楽曲 |
| ------------ | --- |
| IZ*ONE       | - Love Bubble - CHO YUN KYOUNG、キム・ミンジュと共同作詞。日本3rdシングル「Vampire」に収録。 - With*One - メンバー全員と共同作詞。3rdミニアルバム「Oneiric Diary (幻想日記)」に収録。 - 幻想童話 (Secret Story of the Swan) (Japanese Ver.) - MosPick、矢吹奈子と共同作詞。日本語版作詞。3rdミニアルバム「Oneiric Diary (幻想日記)」に収録。 - Yummy Summer - 単独作詞、共同作曲。日本1stアルバム「Twelve」に収録。 - FIESTA_Japanese Ver. - 日本語版作詞。日本1stアルバム「Twelve」に収録。 |
| =LOVE        | - ズッ友案件 - 村重杏奈（HKT48）と共同作詞。9thシングル「ウィークエンドシトロン」に収録。 |
| LE SSERAFIM  | - Good Parts（when the quality is bad but I am) - 共同制作。2ndミニアルバム「ANTIFRAGILE」に収録。 - 피어나 (Between you, me and the lamppost) - 共同作詞・作曲。1stアルバム「UNFORGIVEN」に収録。 |

## 出演

### 映画
- Diner ダイナー（2019年7月5日、ワーナー・ブラザース映画） - ウエイトレス 役[127]

### テレビドラマ
- NHK佐賀放送局開局70周年記念地域ドラマ「あのひとあの日」（2012年3月2日、NHK総合佐賀放送局 / 4月22日、NHK総合） - 会川なずな 役[128]
- マジすか学園4（2015年1月20日 - 3月31日、日本テレビ） - 主演・さくら 役[26]
- AKBホラーナイト アドレナリンの夜 第5話「ドッペルゲンガー」（2015年10月22日、テレビ朝日） - 主演・朱里 役[129]
- AKBラブナイト 恋工場 第29話「ぐるぐるカーテン」（2016年8月4日、テレビ朝日） - 主演・奈緒 役[130]
- キャバすか学園（2016年10月30日 - 2017年1月15日、日本テレビ） - 主演・サメ / さくら 役[131][132]
- 豆腐プロレス（2017年1月22日 - 7月2日、テレビ朝日） - 主演・宮脇咲良 / チェリー宮脇 役[133][134]

### WEBドラマ
- CROW'S BLOOD（2016年7月23日 - 8月27日、Hulu） - 主演・戸川真希 役[135]
- ドクターY〜外科医・加地秀樹〜（2016年9月29日 - 11月3日、ビデオパス・テレ朝動画） - 三船遥香 役[136][注 6]
- 恋爱地图上海篇 第5話（2018年3月1日、爱奇艺） - 小樱花（本人） 役[138]

### テレビ番組
- みんなのキッチン（2018年12月29日〈パイロット〉、2019年2月24日 - 4月28日、O'live）[139]

### ラジオ番組
- 宮脇咲良 FMさくらたす～さくらのさくらんぼラジオ～（2013年9月25日～2014年10月10日全10回、Google+）

- 今夜、咲良の木の下で（2017年4月6日 - 2021年9月30日、bayfm）[140]

### WEB番組
- コプトオプクラ（怖いもの知らずクラ）（YouTube）
  - シーズン1（2022年11月23日 - 2023年5月10日）[75]

### 舞台
- 劇団四季「ライオンキング」（2008年9月21日 - 2009年8月26日、福岡シティ劇場） - ヤングナラ 役[6]
- HKT48指原莉乃座長公演（2015年4月8日 - 23日、明治座/ 8月15日 - 31日、博多座） - 阿国 役
- リーディングシアター「恋工場」（2016年9月25日、ベルサール渋谷ガーデン Cホール）[141]

### 広告
- 読売新聞西部本社（2013年2月2日 - ）[注 7]
- 鹿児島市
  - 「かごしま浪漫劇場〜世界文化遺産 Ver.〜」、「かごしま浪漫劇場〜天文館ミリオネーション2016 Ver.〜」（2015年11月14日 - ）[143]
  - 「かごしま推し!桜島」篇、「かごしま推し!世界文化遺産」篇（2016年10月4日 - ）[144]
- エリカ健康道場
  - HKT48×優光泉「最高かよ」版、「バグっていいじゃん」版（2016年9月21日 - 、動画配信 / 9月25日 - 、サガテレビ）[145][146]
  - わたしはこれ一杯。（2017年10月23日 - ） - 佐賀・関東エリア[147]
- 西部ガス（2016年10月4日 - ）[35] / 日本ガス（2017年12月17日 - ）[148][注 8]
  - エネファーム
    - 「未来の扉」篇、「補助金とプレゼント」篇、「エネファームで発電」篇（2016年10月 - ）[35][149]
    - 「燃料電池」篇（2016年12月 - ）[149]

  - ガスファンヒーター
    - 「5秒で温風（猫のものまね）」篇、「5秒で温風（自撮り）」篇（2016年10月17日 - ）[35][149]
    - 「手間なし（してみらん?）」篇（2016年12月 - ）[149]

  - 新料金（ヒナタメリット）
    - 「開花編（予告）」「開花編（予約受付中）」「おトクな料金編」「かけつけサービス編」「お知らせ編」（2017年2月 - ）
    - 「メリットリと申込み編」「メリットリと申込み編」「メリットリとサービス編」「無料でおトク編」「キャンペーン編」（2017年3月 - ）
- カネボウ化粧品 KATE「絵画に隠されたヒミツ | Amazing Girl’s Sketch」（2017年2月1日 - ） - WEBムービー[150]
- カーベル
  - 新車市場 / 100円レンタカー（2017年6月11日 - ） - 『豆腐プロレス』とのコラボレーションCMで、チェリー宮脇として出演[151][152]。
- MOLAK（2019年10月6日 - ）[153]
- ケラスターゼ
  - 「ブロンドアブソリュ」ジャパンミューズ（2021年5月 - ）[154]
- フラワーノーズ
  - アジアブランド大使、アンバサダー（2021年6月 - ）[155]
- CRAN BY MOLAK
  - イメージモデル（2021年9月 - ）[63][156]
- LILY BROWN
  - スペシャルモデル（2022年4月 - ）[71]
- デジタルハリウッド大学
  - 受験生応援キャンペーン「みんなを生きるな。自分を生きよう。2023」（2023年2月8日 - ） - WEB CM[157]
- プリメラ
  - グローバルアンバサダー（2023年9月 - ）[158]
- &be（株式会社Clue）
  - 「&be HAIR」モデル（2024年4月30日 - ）[159]
- LUNA（ルナ）韓国コスメブランド
  - グローバルアンバサダー（2024年3月 - ）[160]

### イベント
- 豆腐プロレス The REAL 2017 WIP CLIMAX in 後楽園ホール（2017年8月29日、後楽園ホール） - チェリー宮脇 役[161]
- ルイ・ヴィトン『SEE LV』展 レセプションイベント（2022年7月5日、東京ミッドタウン 芝生広場）[162][動 2]

## 書籍

### 雑誌・新聞連載
- TJカゴシマ「今月のさくら」、「さくら画伯」（2012年9月19日 - 、斯文堂）
- 週刊プレイボーイ AKB48 GROUPコラムロワイヤル「さくらちゃんの毎日にっちょく!」、「毎日にっちょく咲さくぶんシーズン2」（2013年5月13日 - 2017年4月24日、集英社）

### 写真集
- 宮脇咲良ファースト写真集 さくら（2015年7月8日、集英社、ISBN 978-4-08-780760-8）
- 宮脇咲良 卒業ビジュアルブックレット SAKURA MIYAWAKI Graduation Visual Booklet（2021年、Mercury・メディアパル、ISBN 9784802193313）

### カレンダー
- クリアファイルつき 卓上 宮脇咲良2015年カレンダー（2014年12月13日、ハゴロモ）